# Plaine de Grenelle

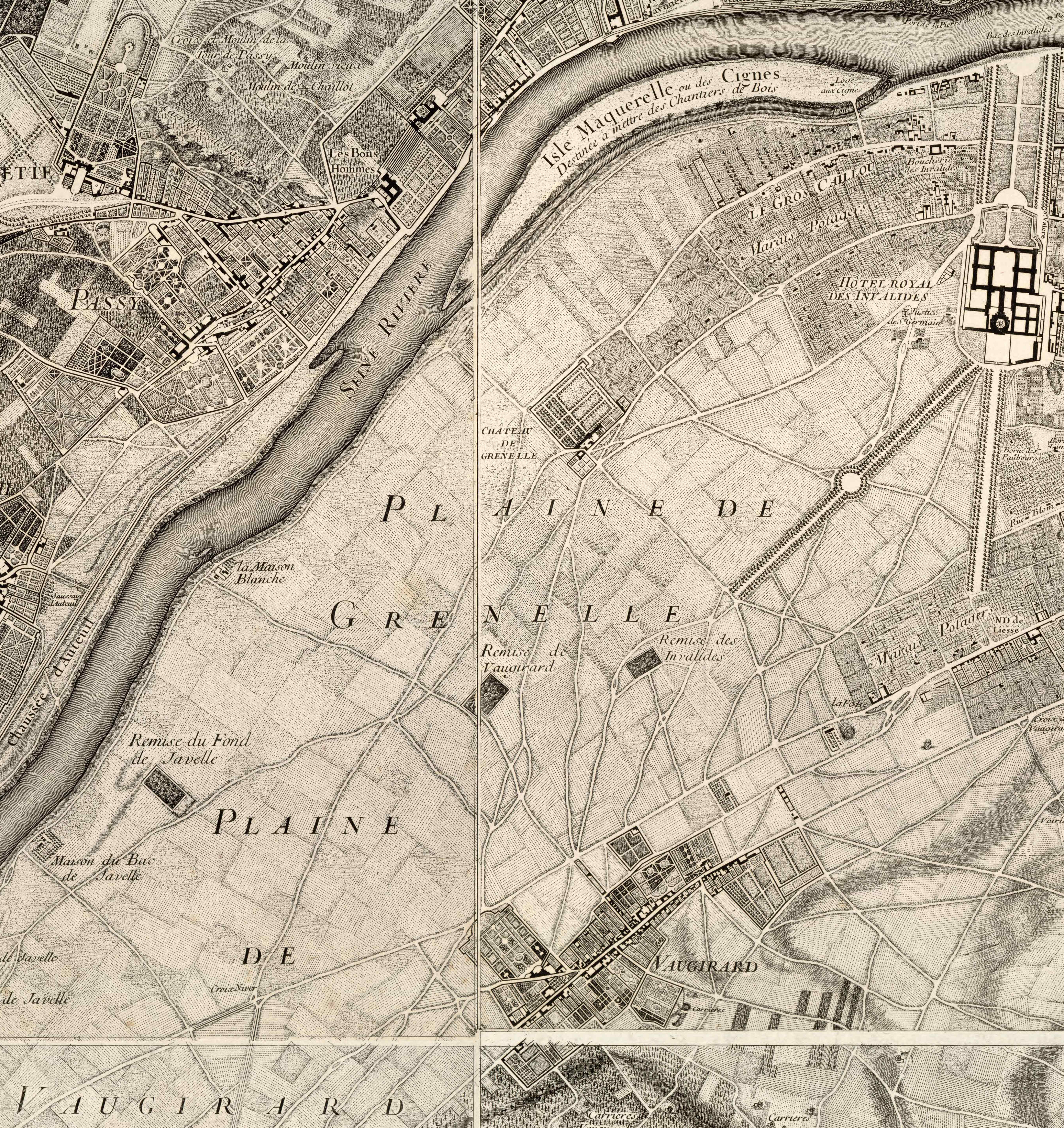
Plaine de Grenelle ve 30. letech 18. století

Plaine de Grenelle (tj. Planina Grenelle) je urbanizovaná oblast v Paříži, která se rozkládá ve čtvrtích Invalides (7. obvod) a Javel (15. obvod), na levém břehu Seiny.

## Poloha
Planina Grenelle sahala od současné Invalidovny k tehdy bažinatému území Javel podél Seiny na západ. Půda planiny Grenelle byla zemědělsky obtížně obdělávatelná, což vysvětluje, proč byla oblast i přes blízkost Paříže dlouhou dobu jen velmi řídce osídlena.
Vzhledem k tomu, že planina byla urbanizována ve směru od východu na západ, byla jako „plaine de Grenelle“ někdy označována jen nezastavěná část původní pláně. Na mapách Paříže je název každopádně uveden pouze u málo urbanizovaných částí tohoto prostoru.

## Historie
Planina Grenelle je jedním z možných míst, kde v roce 52 př. n. l. došlo k bitvě, během níž byly poraženy jednotky galského vůdce Camulogena.
Většina půdy na planině Grenelle patřila opatství Sainte-Geneviève od jeho založení králem Chlodvíkem. Hlavním sídlem této roviny byl statek či hrad Grenelle, který je dochován na plánu Paříže z roku 1609 obklopený hradbami a který byl podřízen farnosti Saint-Étienne-du-Mont, patřící také do opatství Sainte-Geneviève.
Planina Grenelle se v té době rozkládala až k předměstí Saint-Germain, ale její rozsah se postupně zmenšoval, jak postupovala urbanizace pařížského předměstí.
V roce 1670 král Ludvík XIV. rozhodl o výstavbě Invalidovny, která byla dokončena roku 1679.
Vojenský význam planiny Grenelle vzrostla, když se zde Ludvík XV. rozhodl zřídit vojenskou školu, postavenou v letech 1751–1780. Za tímto účelem postoupilo opatství Sainte Geneviève králi pozemek o rozloze 115 hektarů včetně zámku Grenelle, který se nacházel v prostorách dnešního Place Dupleix. Více než deset let sloužil zámek jako kancelář architekta vojenské školy Ange-Jacquese Gabriela.
Pozemek severně od hradu nazývaný Gros Caillou byl majetkem farnosti Saint-Sulpice.
V roce 1785 byla na planině Grenelle uvedena do provozu část městských hradeb Fermiers généraux, jejichž stavba začala v předchozím roce. Tato zeď, která obepínala Paříž, sloužila ke kontrole zdaněného zboží, její brány sloužily jako celnice. Na planině Grenelle byly zpočátku tři:
- bariéra École-Militaire (na místě dnešního Place Cambronne)
- bariéra Grenelle (na místě dnešního Place Marcel-Cerdan)
- Cunette bariéra (na místě dnešního Place des Martyrs Juifs du Vélodrome d'Hiver)

Zámek Grenelle byl během revoluce přeměněn na prachovnu a těžce poškozen 31. srpna 1794 výbuchem.
V letech 1830–1860 se planina stala součástí obce Grenelle.

## Současnost
Dnes je pláň Grenelle zcela urbanizovaná a její bývalé území je součástí Paříže rozprostírající se přes 7. a 15. městský obvod. Jeho centrem je čtvrť Grenelle. Další část jeho území zabírá čtvrť Gros-Caillou. Planině dominuje Eiffelova věž, která je velmi blízko jejího historického středu, který představuje Place Dupleix. Mezi hlavní území, která zůstala nezastavěna, patří Champ-de-Mars a Esplanade des Invalides.
Název planiny se dochoval v několika názvech:
- Rue de Grenelle
- Boulevard de Grenelle
- Quai de Grenelle
- Pont de Grenelle
- Villa de Grenelle
- stanice metra La Motte-Picquet – Grenelle